# God Rides a Harley
God Rides a Harley ist der Titel eines kanadischen Dokumentarfilms. Seine Premiere hatte er 1987 auf dem Filmfestival Montreal’s World. Er wurde 1988 in Toronto als beste Dokumentation mit dem Genie Award ausgezeichnet – als Filmpreis mit dem Oscar vergleichbar.

## Der Regisseur
Regisseur war Stavros C. Stavrides, dessen Filmografie seit 1980 zahlreiche Projekte mit je unterschiedlicher Beteiligung aufweist. Darüber hinaus war Stavrides im Jahr 1993 gemeinsam mit seinen Mitstreitern für seinen 1991 veröffentlichten Film Il colore dei suoi occhi vom Australian Film Institute für den AFI Award für den besten Film nominiert und erhielt 2010 zusammen mit John Westheuser und Leslie Lucas den Gemini Award für die beste Regie in der Dokumentar-Serie Cold Diggers – der Geschichte zweier Unternehmen, die in einem Wettstreit um das Auffinden der größten Lagerstätte von Erdgas liegen.
Stavrides hat griechische Wurzeln und arbeitete mit verschiedenen Filmschaffenden zusammen, beispielsweise mit dem Regisseur Jerry Ciccoritti in dem 1998 veröffentlichten Film Boy Meets Girl (deutsch: Liebe wirkt Wunder). Er gehört zu den Gründern der Cyber Film School, eines Portals zur Nachwuchsförderung.

## Der Film
God Rides a Harley ist ein Farbfilm, gedreht im Format eines 16-mm-Films und damit einem Schmalfilmformat, das bevorzugt für Dokumentationen und Low-Budget-Filme verwendet wird. Mit diesem Film habe Stavrides, so der kanadische Filmkritiker Michael Walsh, als Regisseur debütiert. Den Genie Award bekam er zusammen mit Andreas Erne.
Der Film porträtiert eine Gruppe von Bikern in Toronto, die sich – dem eigenen Tod nahe fühlend – nach einer visionären Begegnung mit Gott von ihrem vormals brutalen Lebenswandel abwandte, sich dem Christian Riders Motorcycle Club anschloss und sich fortan zum Christentum bekannte. Ob dieser Motorradclub, der die Protagonisten des Films stellte, der 1975 gegründeten Christian Motorcyclists Association angehörte, ist ebenso wenig bekannt wie die Rolle des Righteous Riders Motorcycle Club, dem ebenfalls der Dank der Filmemacher galt.
In einer Zeit, als Organisationen wie die Bikers Against Child Abuse lange noch nicht gegründet waren, erzählt der Film die Geschichte von gesetzlosen Gestalten, die sich einem christlich orientierten Bikerclub anschließen, um zu lernen, ihre gewalttätigen und selbstzerstörerischen Impulse zu kontrollieren. Der Plot beschreibt die Zerrissenheit ihrer Charaktere. Wenn sich die Biker prügelten, so Stavrides, war der Teufel am Werk, wenn sie behinderten Kindern halfen, ergoss sich die Liebe Gottes wie frisches Quellwasser über sie – im Original: „when helping disabled kids, it’s the spirit of God’s love flowing over them like spring water“.
Stavrides beschließt seinen Film mit der Wiederholung einer Nahaufnahme vom Profil einer Bikerin in schwarzer Lederjacke, die gelassen lächelnd ihrer Freude auf dem Motorrad Ausdruck verleiht, das sie zum Himmelstor trägt.

## Rezeption
Über den Film God Rides a Harley finden sich zwei Rezensionen, eine von Maurie Alioff und eine weitere von Michael Walsh  – beide aus dem Jahr 1988.

### Maurie Alioff
Die Rezension des Filmjournalisten Maurie Alioff, eines ausgewiesenen Experten für kanadische Filme, erschien in den Film Reviews der Zeitschrift Cinema Canada, einer von 1962 bis 1989 führenden Fachzeitschrift für die kanadische Film- und Fernsehindustrie. Sie wird von der Athabasca University unter dem Stichwort Library & Scholarly Resources aufbewahrt und online zugänglich gemacht.
Der Dokumentarfilm entführe, so Alioff, seine Zuschauer in eine Welt ehemaliger Motorrad-Outlaws, die auf dem „highway of the damned“ (deutsch: Straße der Verdammten) wie durch ein Wunder Gott begegnen. Einem von ihnen erschien in einer Vision ein Todesengel. Diese Erfahrungen veränderte sie nachhaltig, ohne danach den Eindruck selbstgefälliger Konvertiten zu hinterlassen (im Original: „intolerably smug, self-congratulatory convertoids“).
Jahrelang hätten die Protagonisten am Rand der Hölle gelebt und dabei erleben müssen, wie viel Unrat in der Welt, den Menschen und in ihnen haust. Sie erzählen von Kneipenschlägereien und ihrer Brutalität, berichten von Grausamkeiten, die sie ihren Opfern zufügten. Blutrache sei an der Tagesordnung gewesen. Sie gestehen und laut Alioff verleihe ihnen ironischerweise gerade dieses Eingestehen eine gewisse moralische Autorität (im Original: „ironically gives them a certain moral authority“). Die Charaktere in diesem Film gehören einer Subkultur innerhalb einer Subkultur an, so Alioff.
Mit der Erfahrung seines früheren Films über Teenager der Inuit nähere sich Stavrides dem Film in einer Art ethnografischen Dokumentation. Eine gewisse Distanz werde durch die Kameraführung aufrechterhalten, die den Zuschauer in einer Beobachterposition halte, ohne sich mit Werturteilen befassen zu müssen. Es gebe keinen Erzähler, man sympathisiere mit den Christian Riders. Einer von ihnen grinste breit, als er erzählte, wie er sich Jesus vorstelle: langes Haar, als Krone ein Motorradhelm, eine Sonnenbrille – ein Biker eben. Und natürlich fahre er eine Harley.

### Michael Walsh
Stavrides habe, so der kanadische Filmkritiker Michael Walsh, herausfinden wollen, was es mit der Wandlung der Biker auf sich hatte. Dafür begleitete er sie bei ihren Ausfahrten, nahm an einem Treffen der Chapter genannten Ortsgruppe des Vereins teil, besuchte eine ihrer Verkaufsmessen und war Gast bei einem Weihnachtsessen im örtlichen Holiday Inn. Überdies interviewte er einige ehemalige Outlaw-Biker und Bob McColgan, den Präsidenten des Christian Riders Chapters.
Walsh schätzte sich glücklich, die nach seiner Auffassung aufregendsten und innovativsten 30 Jahre der Filmgeschichte von 1965 bis 1995 miterlebt und vor Beginn seines Ruhestands mit seinen mehr als 6000 Kritiken begleitet zu haben. Unter dem Titel Reeling Back (deutsch: Zurückspulen) publizierte er eine Website, die er nach und nach zu einem Archiv entwickeln möchte. Auf dieser Website erinnerte er im Jahr 2003 an den Film von Stavrides, als im August des Jahres etwa 250.000 Motorradfans das hundertjährige Jubiläum der Harley-Davidson in Milwaukee feierten. Auch gläubige Biker, wie sie in dem Film von Stavrides porträtiert wurden, hätten laut Walsh an dem dreitägigen Fest teilgenommen. Walsh erwähnt in diesem Zusammenhang, dass Biker 20 Jahre zuvor als schlechte Menschen galten, die unter Namen wie Hells Angels, Lucifer’s Legions und Satan’s Choice ihr Unwesen getrieben hätten. Filme wie The Wild One (1953), Wild Angels (1966), Devil’s Angels (1967) oder Satan’s Sadists (1969) hätten ein Übriges bewirkt. Seit 1988 und mit dem Film God Rides a Harley könne der Teufel die Biker jedoch nicht mehr für sich allein reklamieren.
In seiner ursprünglich 1988 veröffentlichten, auf seiner Website in überarbeiteter Version archivierten und mit einem Nachwort versehenen Filmkritik bezeichnete Walsh Filmemacher als enttäuschend vorhersehbar (im Original: „disappointingly predictable“). So habe Stavrides, wie von Walsh erwartet, zu viel für bare Münze genommen und weniger eine analytisch präzise Dokumentation vorgelegt als vielmehr eine Stimmung eingefangen, die den Zuschauer eher zu mitfühlendem Zuhören denn zu scharfsinniger Interpretation veranlasse.

## Auszeichnungen
- Genie Award (1988) für die beste Dokumentation[4]